# Apolpium vastum
Apolpium vastum är en spindeldjursart som beskrevs av Beier 1959. Apolpium vastum ingår i släktet Apolpium och familjen Olpiidae. Inga underarter finns listade i Catalogue of Life.